# Indywidualne Mistrzostwa Wielkiej Brytanii na Żużlu 1994
Indywidualne mistrzostwa Wielkiej Brytanii na żużlu – cykl turniejów żużlowych mających wyłonić najlepszych żużlowców brytyjskich w 1994 roku. Tytuł wywalczył Andy Smith z Coventry Bees. 

## Finał
- 1 maja 1994 r. (niedziela),  Coventry

| Msc. | Zawodnik         | Klub                   | Pkt  |  |  |
| ---- | ---------------- | ---------------------- | ---- |  |  |
| 1    | Andy Smith       | Coventry Bees          | 12   |  |  |
| 2    | Joe Screen       | Bradford Dukes         | 11+3 |  |  |
| 3    | Steve Schofield  |                        | 11+2 |  |  |
| 4    | Gary Havelock    | Bradford Dukes         | 11+1 |  |  |
| 5    | Dean Barker      |                        | 10   |  |  |
| 6    | Jeremy Doncaster | Ipswich Witches        | 9    |  |  |
| 7    | Mark Loram       | King’s Lynn Stars      | 9    |  |  |
| 8    | Martin Dugard    | Eastbourne Eagles      | 9    |  |  |
| 9    | Simon Cross      | Cradley Heath Heathens | 9    |  |  |
| 10   | Chris Louis      | Ipswich Witches        | 7    |  |  |
| 11   | Kelvin Tatum     | Arena Essex Hammers    | 6    |  |  |
| 12   | Ben Howe         |                        | 4    |  |  |
| 13   | Richard Knight   |                        | 4    |  |  |
| 14   | David Mullett    |                        | 3    |  |  |
| 15   | Kenny McKinna    |                        | 3    |  |  |
| 16   | Paul Hurry       | Arena Essex Hammers    | 2    |  |  |